# 澤為量
- 沢為量（共に新字体）
- 澤爲量（共に正字体）
- 澤為量（正新両字体の不規則な混用）

沢 為量（さわ ためかず、旧字体：澤 爲量）は、江戸時代後期の公卿。治部大輔・澤量行の子。官位は正二位・参議。澤家7代・9代当主。維新後子爵。

## 経歴
文政4年（1821年）、従五位下。文政8年（1825年）、元服して正五位下武蔵介。天保10年（1836年）、従四位上民部大輔。嘉永元年（1848年）、正三位。安政2年（1855年）、従二位。
安政5年（1858年）、養子・宣嘉と共に廷臣八十八卿列参事件に加わり、日米修好通商条約勅許に反対。その後は病弱のため、公職から退いた。
戊辰戦争では、慶応4年（1868年）2月に奥羽鎮撫使総督に挙げられ、ついで九条道孝の総督就任と共に副総督となって出陣した。
奥羽各地を転戦して10月凱旋する。明治2年（1869年）6月、軍功により賞典禄200石を永世下賜された。同年8月宮内権大丞に任ぜられたが、明治3年（1870年）11月に退官して宣嘉に家督を譲った。
明治6年（1873年）9月、宣嘉の薨去により再度家督を継承し、明治16年（1883年）9月特旨をもって従二位に叙せられた。明治17年（1884年）7月7日、華族令により子爵。
明治22年（1889年）薨去。享年78。死に先立って正二位に叙せられた。後に澤家は伯爵に陞爵する。

## 栄典
- 1889年（明治22年）
  - 8月8日 - 正二位[1]
  - 8月9日 - 勲二等旭日重光章[1]

## 系譜
- 父：澤量行
- 母：家女房
- 妻：不詳
- 生母不詳の子女
  - 長女：藤子 - 澤宣嘉正室
  - 次女：延子 - 石山基正室、※基正は宣嘉の実弟・石山基文の子
    - 子に石山基則、正子（北畠通城（久我建通四男）室）

  - 長男：澤宣種 - 宣嘉養子
  - 三女：忠子 - 岡崎国有室
  - 四女：久子 - 岩倉具定正室
    - 玄孫：加山雄三（歌手）
- 養子
  - 男子：澤宣嘉 - 姉小路公遂の五男